# Dörte Haftendorn
Dörte Haftendorn (25 de março de 1948) é uma matemática e educadora matemática alemã, professora da Universidade Leuphana de Lüneburgo.

## Formação e carreira
Haftendorn obteve um doutorado em 1975 na Universidade Técnica de Clausthal, com a tese Additiv kommutative und idempotente Halbringe mit Faktorbedingung [Additive, commutative, and idempotent semirings with the factor condition], orientada por Hanns J. Weinert.
De 1975 a 2002 lecionou no Johanneum Lüneburg, quando foi então professora da Universidade Leuphana de Lüneburgo.

## Livros
Haftendorn é autora de dois livros texto de matemática:
- Mathematik sehen und verstehen. Spektrum, 2010; 2nd ed., 2015[4]
- Kurven erkunden und verstehen. Spektrum, 2016.[5]